# مارتین مریتا مدل ۸۴۵
مارتین مریتا مدل ۸۴۵ (به انگلیسی: Martin Marietta Model 845) یک هواگرد ساختِ کارخانهٔ مارتین مریتا در کشور ایالات متحده آمریکا است. این هواگرد برای نخستین بار در ۱۹۷۱ میلادی مورد استفاده قرار گرفت.